# Tanjunganom (Salaman)
Tanjunganom is een bestuurslaag in het regentschap Magelang van de provincie Midden-Java, Indonesië. Tanjunganom telt 1377 inwoners (volkstelling 2010).